# خمان أزغب
الخَمَان الأزغب نوع نباتي ينتمي إلى جنس الخَمَان من الفصيلة المسكية.
موطنه الأصلي أمريكا الشمالية.